# 中谷進之介
中谷進之介（日语：中谷 進之介；1996年3月24日—），日本足球運動員，日本國家足球隊成員，司職後衛，現效力日職球隊大阪飛腳。

## 俱樂部生涯
1996年出生的中谷进之介，是柏雷素尔青训培养出来的年轻球员，在青年队时，中谷进之介就展示出了出色的身体状态以及良好的脚下技术。
2014赛季18岁的他就进入了柏雷素尔一线队，但随后的两个赛季他也没有得到太多的出场机会。
在2015赛季天皇杯1/4决赛对阵仙台维加泰以及半决赛对阵浦和红钻的两场关键比赛中谷进之介都获得了上场机会。
2016是中谷进之介效力柏雷素尔的第三年，无论是在巴西教练米尔顿·曼德斯还是后来接手球队的下平隆宏手中，他都是球队重要的一员，在联赛中31次出场已经让他成为了球队的主力中后卫。
2016年5月8日，球队在主场1-3不敌川崎前锋，但他在第30分钟接到队友的任意球传中，抢点头球破门，这也是其日职联赛的首粒进球。此后的比赛他也表现稳定，并在客场与神户胜利船的比赛再次攻入1球，将本赛季的进球数为2粒。
尽管年纪轻轻，但中谷进之介已经在2016年成为年轻的柏雷素尔阵中的重要一员。上赛季只错过了6场比赛。作为后防线上的一员，他交出了37次出场2粒进球的数据，并帮助球队12次零封。柏雷素尔(两次日职联赛冠军得主)最终在总积分榜上名列第8。此外，中谷进之介还入选了手仓森诚出征里约奥运会的国奥队候补名单。
中谷进之介最有特点的是身体和防守技术兼备，加上不符合年龄的成熟，使他成为日职联赛1对1防守最优秀的后卫之一，外援都很少能在他这里占到便宜。本赛季他的CBI数已超过100，全队第一。中谷进之介前插助攻不多，但长传组织十分亮眼，控制范围也大，经常到右路补位。
今年夏天从柏雷素尔加入名古屋鲸鱼，本赛季在日职联赛一共出场了22场比赛。 
名古屋鲸鱼今日与后卫队员中谷进之介达成了2019赛季的契约更新合意，他在下赛季将继续为名古屋效力。

## 國家隊生涯
2014年U-19亚青赛，作为球队的主力参加了日本青年队全部的4场比赛，并在与越南和朝鲜的比赛各攻入一球。

## 個人生活
名古屋鲸鱼的后卫队员中谷进之介今日通过俱乐部的官网公布了自己结婚的消息。
在4月6日公布了后卫队员中谷进之介长女出生的消息。

## 外部連結
- 柏レイソル公式プロフィール
- 中谷進之介 – FIFA國際賽競賽紀錄 (存檔)（英文）
- 中谷進之介的X（前Twitter）
- 中谷進之介的Instagram帳戶